# Hermanos Toronjo
Francisco Antonio Toronjo Arreciado (Alosno, provincia de Huelva, España 13 de junio de 1928 - † 2 de julio de 1998) fue un "cantaor" flamenco.
Él y su hermano José Gómez Toronjo (conocidos artísticamente como Los hermanos Toronjo), se convirtieron en los pioneros del cante por sevillanas al ser ellos los primeros en grabar discos en esta disciplina. De su producción de sevillanas, son famosas las denominadas bíblicas, que aluden a pasajes bíblicos, con moraleja final. A la muerte de Pepe, Francisco Antonio conocido artísticamente como Paco Toronjo continuó su trayectoria artística en solitario, especializándose principalmente en fandangos de Huelva, cante en el que sentó cátedra, y es considerado por la gran mayoría de entendidos en cante flamenco como el que mejor los ha ejecutado en la historia. Hasta entonces los aires de su tierra se mantenían en los límites del folclore territorial, pero Toronjo les dio un gran impulso y se convirtió en principal divulgador, que gracias en primer término a él pasaron a tener una proyección mucho más amplia. 
Entre sus cantes destacan los conocidos como "bíblicos", de los cuales algunos ejemplos son:

Mató a un gigante, David con una piedra mató a un gigante, y tu me estás matando con tu semblante. Que tu semblante, matan a cuantos miran, que están delante.

Dalila infame, mientras Sansón dormía, los hilos de la fuerza, supo cortarle. Sirva de aviso, que a mayor confianza mayor peligro.

Absalón presumía de sus cabellos, que no los mejoraban angeles bellos. Sirva de aviso, que sus cabellos fueron su precipicio.

Cuando la hermosa Judith, mató a Holofernes, lo hizo con caricias, no con desdenes. Que las mujeres, dominan a los hombres, cuando ellas quieren.

En todo lo que cantaba Toronjo ponía  un acento personal muy característico que le daba originalidad. Aunque no inventó ningún cante, supo imprimir su personal acento en la forma de interpretar los cantes y siempre se mostró especialmente prolífico en la creación e improvisación de letras, siendo capaz de pasarse noches enteras cantando por fandangos sin repetir una sola de las coplas. 
Participó en algunas películas, donde se puede destacar su aparición en Sevillanas en 1992 y en Flamenco en 1995, homenajes a la danza y al cante realizados por el director Carlos Saura. De entre su amplia discografía podemos destacar “Antes y Ahora”, “Alosno, la cuna”, “Diferente” o “Con Filosofía y Amor”.
Puede decirse que es la personalidad más representativa del cante de Huelva, además de ser considerado por la gran mayoría de entendidos en cante flamenco como el que mejor los ha ejecutado en la historia. Falleció el 2 de julio de 1998 en Huelva.

## Décimo aniversario de su fallecimiento
Con motivo del décimo aniversario de su fallecimiento el Ayuntamiento de su localidad natal celebró una misa en su memoria en la Iglesia Parroquial Nuestra Señora de Gracia, así como una ofrenda de flores, que se realizó en el busto que el pueblo le dedicó y que se encuentra ubicado en la calle Barrios. El acto, que estuvo presidido por el alcalde Benito Pérez contó con la presencia de asociaciones locales y vecinos que quisieron sumarse al homenaje para mantener viva en Alosno la memoria de un alosnero ilustre.